# Saunders' dwergstern
Saunders' dwergstern (Sternula saundersi; synoniem: Sterna saundersi) is een zeevogel uit de familie Laridae (meeuwen) en de geslachtengroep sterns (Sternini). De vogel werd in 1877 geldig beschreven door Allan Octavian Hume en vernoemd naar zijn ontdekker, Howard Saunders.

## Kenmerken
De vogel is 20 tot 28 cm lang en heeft een spanwijdte van 50 tot 55 cm. De vogel weegt 40 tot 45 gram. Deze stern lijkt zeer sterk op de gewone dwergstern. Het belangrijkste verschil is de afscheiding van het wit op de kruin ten opzichte van het zwart. Bij Saunders' dwergstern is deze afscheiding recht en bij de dwergstern loopt het wit uit in een punt tot achter het oog. Verder is de vleugel iets lichter grijs en zijn de buitenste handpennen (van de vleugel) donkerder.

## Verspreiding en leefgebied
Deze soort komt voor in het Midden-Oosten van de Rode Zee tot India en Sri Lanka en overwintert in Maleisië.

## Status
De vogel is lastig te onderscheiden van de dwergstern en daarom ook moeilijk te kwantificeren. Net als bij de dwergstern wordt het leefgebied, vooral stranden om op te broeden, bedreigd door de aanleg van infrastructuur in kustgebieden en andere vormen van verstoring zoals recreatie. Deze stern is uitzonderlijk gevoelig voor verstoring. De dwergsternen gaan daardoor in aantal achteruit. Echter, het tempo ligt onder de 30% in tien jaar (minder dan 3,5% per jaar). Om deze redenen staat Saunders’ dwergstern als niet bedreigd op de Rode Lijst van de IUCN.